# ATOW1996
ATOW1996 es uno de los puntos más septentrionales documentados de la Tierra. Es una pequeña isla de unos 10 metros de largo y un metro de altura, que se encuentra varias millas al norte del Cabo Morris Jesup (norte de Groenlandia), en las coordenadas 83°40′34.8″N 30°38′38.6″O / 83.676333, -30.644056. Fue descubierta por primera vez en 1996, por una expedición estadounidense llamada Top of the World.